# Granges-sur-Vologne
Granges-sur-Vologne ist eine ehemalige französische Kleinstadt mit 2130 Einwohnern (Stand 1. Januar 2020) im Département Vosges der Region Grand Est (bis 2015 Lothringen). Sie gehörte zum Arrondissement Saint-Dié-des-Vosges. Die Bewohner werden Gringeauds und Gringeaudes genannt.

## Geografie
Granges-sur-Vologne liegt in den Vogesen, etwa 26 Kilometer ostsüdöstlich von Épinal und etwa 20 Kilometer südwestlich von Saint-Dié-des-Vosges. Das Ortsgebiet entlang des Oberlaufes des Flusses Vologne ist Teil des Regionalen Naturparks Ballons des Vosges. Zu Granges-sur-Vologne gehörten die Ortsteile Frambéménil, Les Voids, Chevalpré, Les Jumeaix, Le Hulle, La Sauteure, Blanchefeigne, Les Évelines, Les Aulnaux, Petempré, Le Haut Rain, Le Spoix und Berchigranges. Die Nachbargemeinden von Granges-sur-Vologne waren Aumontzey im Norden, Vienville im Nordosten, Barbey-Seroux im Osten, Gérardmer im Südosten, Liézey im Süden, Champdray im Westen sowie Jussarupt im Nordwesten.

## Geschichte
Der Bann Granges war vor der Revolution Teil der Bailliage von Bruyères. Die Dorfkirche, dem Hl. St. Georg geweiht, war eine Filiale der Pfarrei in Champ-le-Duc.
Nach der Bildung der südlothringischen Gemeinden im Jahr 1790 war Granges von 1792 bis 1801 Kantonshauptort.
Im Mai 1836 musste Granges neben anderen Gemeinden einen kleinen Teil seines Territoriums zur Schaffung der neuen Gemeinde Liézey abgeben.
Die Zusatzbezeichnung -sur-Vologne führte die Gemeinde seit einer entsprechenden Verordnung vom 24. Juli 1917, um sich von anderen Gemeinden namens Granges zu unterscheiden.
Der Erlass des Präfekten vom 28. September 2015 legte mit Wirkung zum 1. Januar 2016 die Eingliederung von Granges-sur-Vologne als Commune déléguée zusammen mit der früheren Gemeinde Aumontzey zur neuen Commune nouvelle Granges-Aumontzey fest.

### Bevölkerungsentwicklung
| Jahr      | 1962 | 1968 | 1975 | 1982 | 1990 | 1999 | 2006 | 2013 |
| Einwohner | 2880 | 2753 | 2794 | 2758 | 2485 | 2449 | 2332 | 2251 |

Im Jahr 1906 wurde mit 3832 Bewohnern die höchste Einwohnerzahl ermittelt. Die Zahlen basieren auf den Daten von cassini.ehess.

## Wappen
Das Wappen zeigt auf blauem Grund in Silber den Schutzpatron St. Georg als Drachentöter; im rechten Obereck auf silbernem Grund ein rotes Wasserrad, das auf die zahlreichen Wassermühlen an der Vologne verweist.

## Sehenswürdigkeiten
- Kirche Saint-Georges aus dem 15. Jahrhundert (der Turm stammt aus dem Jahr 1662) mit einer Jacquot-Orgel
- Privat betriebener botanischer Garten im Ortsteil Berchigranges
- mehrere Wegkreuze im Gebiet der Gemeinde

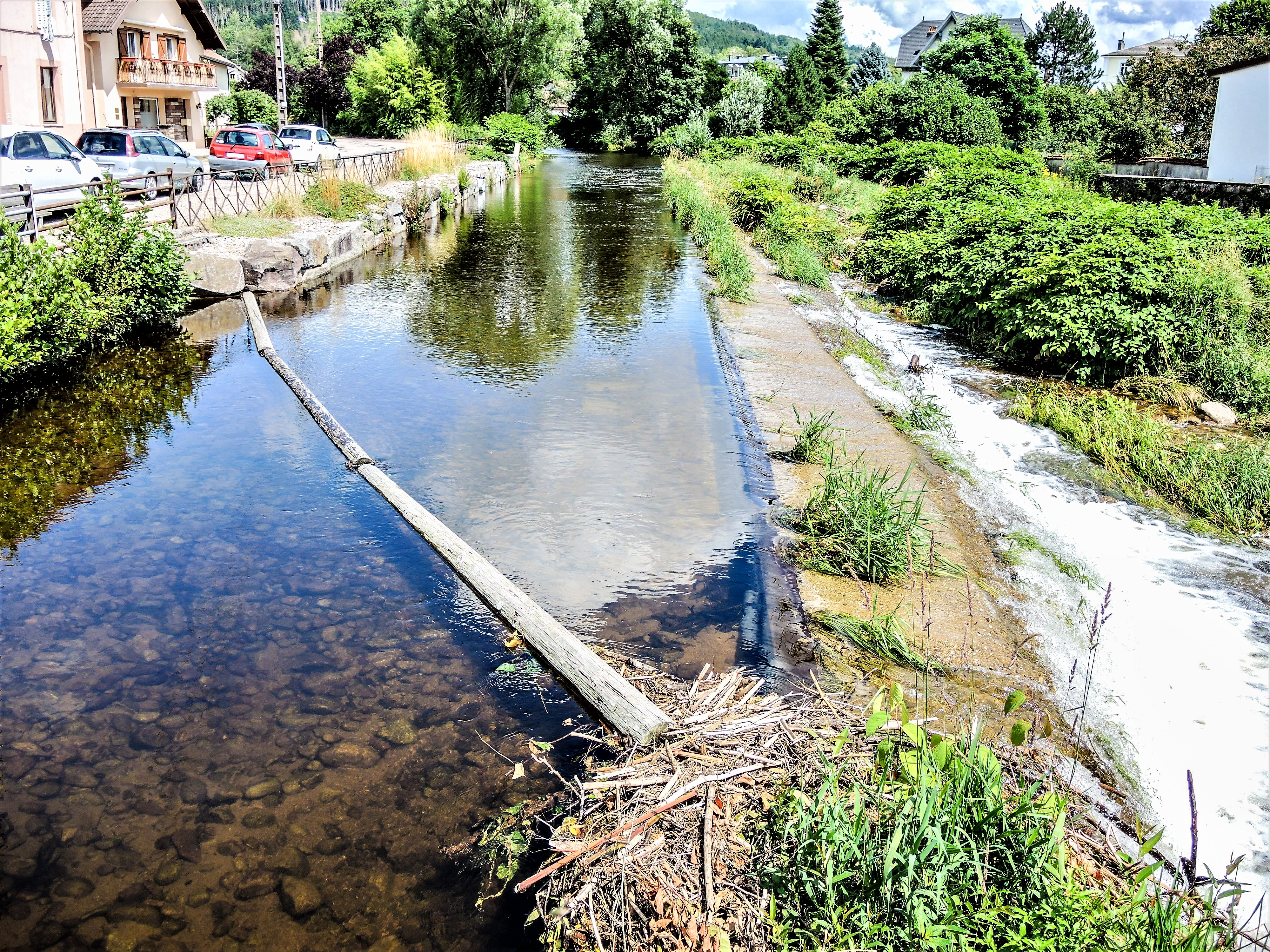
Die Vologne bei Granges-sur-Vologne
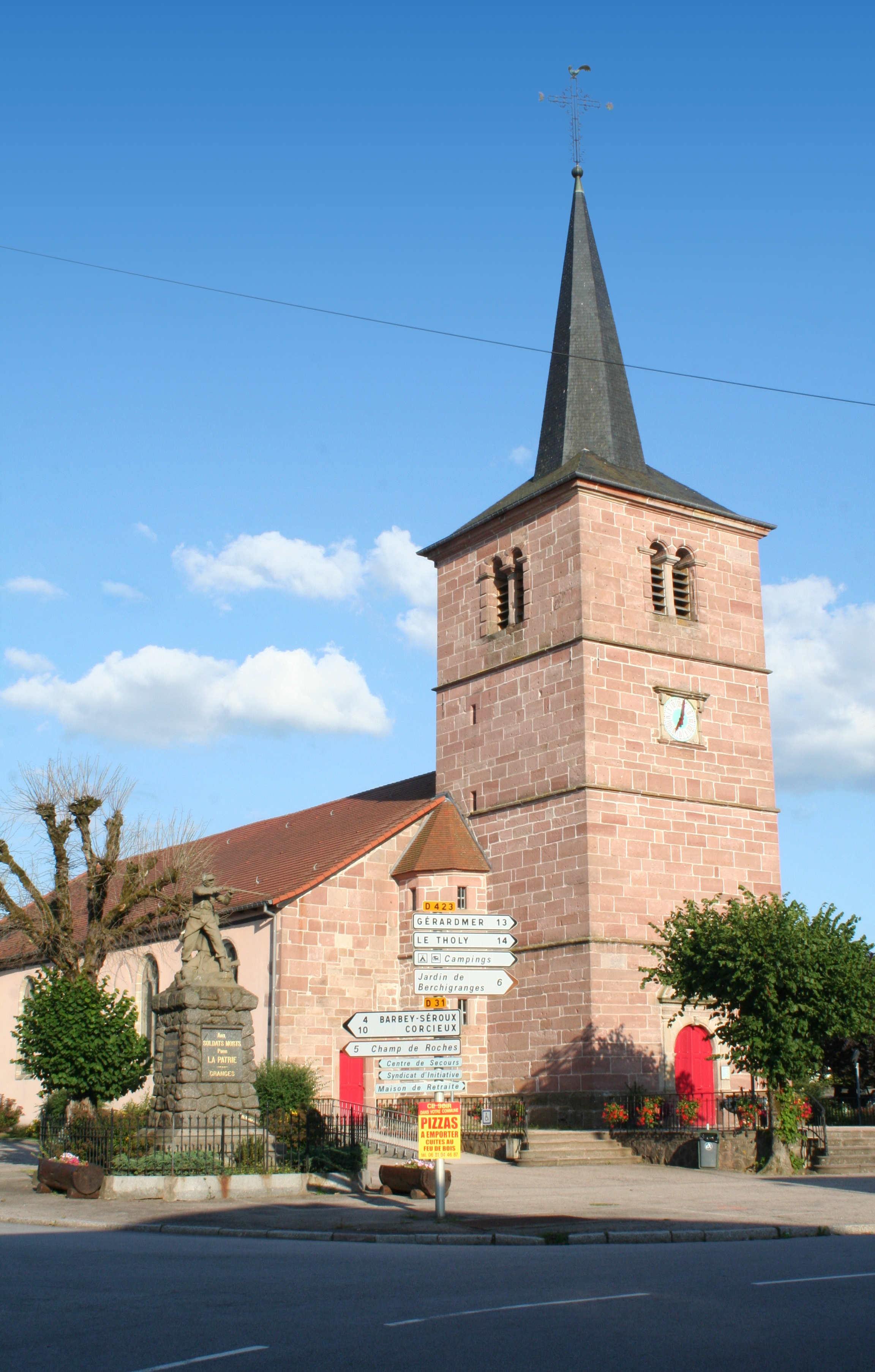
Kirche Saint-Georges
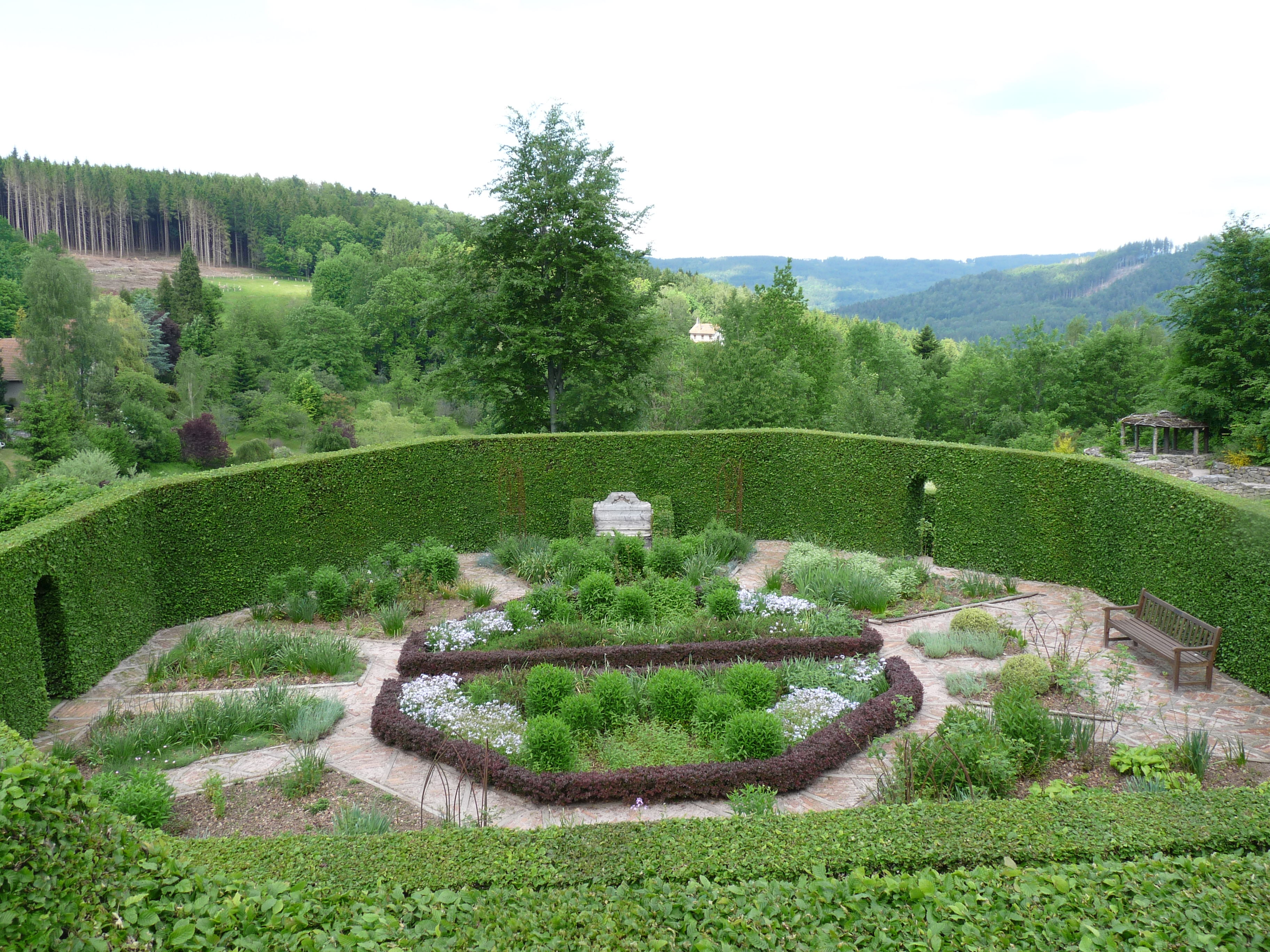
Teil des botanischen Gartens Berchigranges

## Gemeindepartnerschaft
Seit 1990 besteht eine Partnerschaft zwischen Granges-sur-Vologne und der württembergischen Gemeinde Ertingen.

## Belege
1. ↑   Granges-sur-Vologne auf vosges-archives.com (Memento vom 4. März 2016 im Internet Archive) (PDF-Datei, französisch)
2. ↑  ARRETE N°1501/2015. (PDF) Département Vosges, 28. September 2015, S. 33–35, abgerufen am 20. Januar 2024 (französisch).
3. ↑  Granges-sur-Vologne auf cassini.ehess.fr
4. ↑  Wappenbeschreibung auf genealogie-lorraine.fr (französisch)